# Taillebois
Taillebois település Franciaországban, Orne megyében. Lakosainak száma 149 fő (2018. január 1.). Taillebois La Lande-Saint-Siméon, Athis-Val de Rouvre, La Carneille, Notre-Dame-du-Rocher, Ronfeugerai, Sainte-Honorine-la-Chardonne és Ségrie-Fontaine községekkel határos.

## Népesség
A település népessége az elmúlt években az alábbi módon változott:
| Lakosok száma | 165  | 145  | 111  | 171  | 181  | 156  | 127  | 139  | 150  | 149  |
|               | 1962 | 1968 | 1975 | 1982 | 1990 | 2008 | 2013 | 2015 | 2017 | 2018 |